# Toxische Pommes

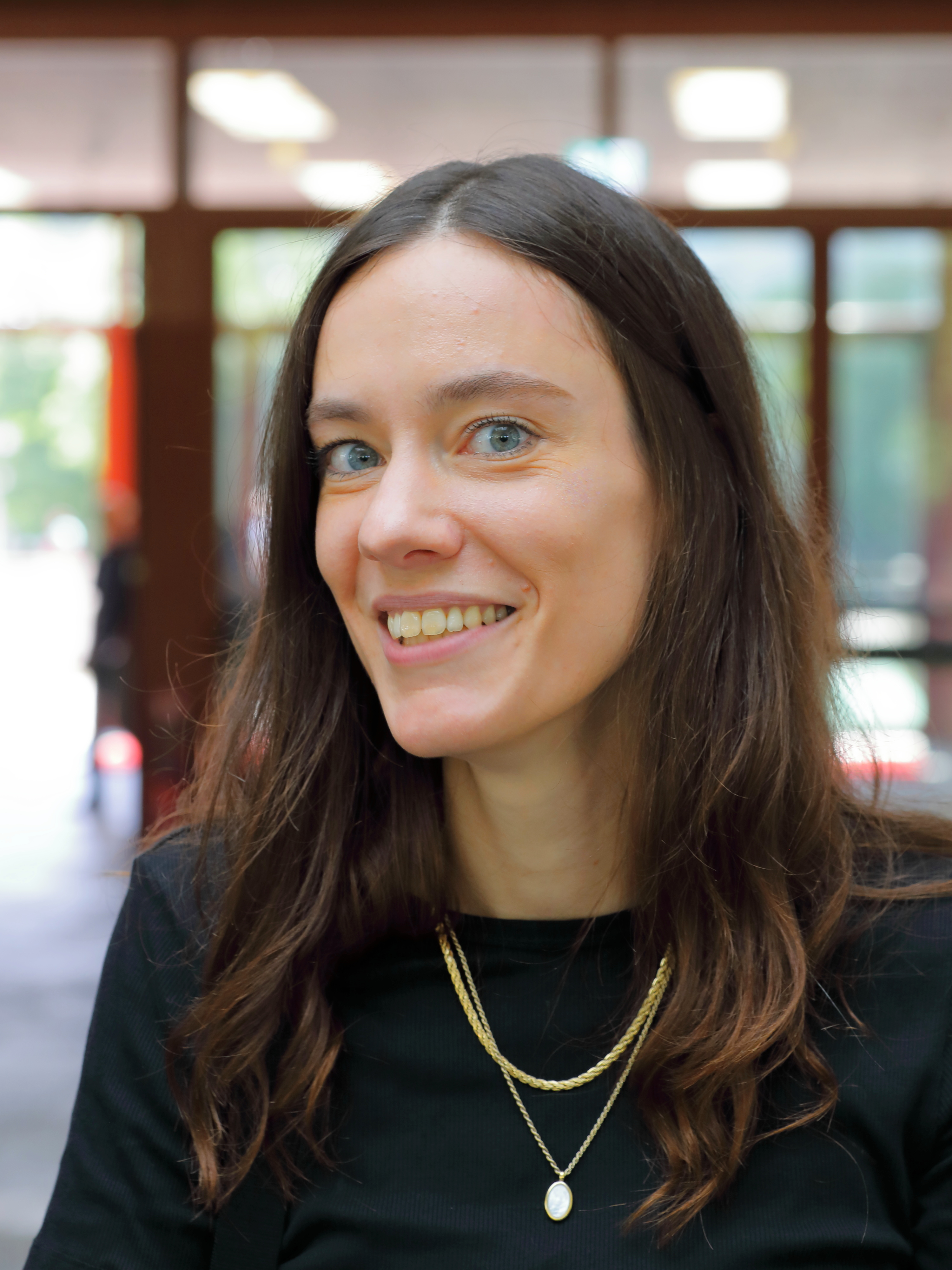
Toxische Pommes (2024)

Toxische Pommes (* um 1990 in SFR Jugoslawien, heute Kroatien; bürgerlicher Vorname Irina, Nachname unbekannt) ist eine österreichische Kabarettistin, Satirikerin, TikTokerin und Schriftstellerin.

## Leben
Sie wuchs als Kind serbischer und montenegrinischer Eltern in Rijeka auf. Während der Jugoslawienkriege flohen ihre Eltern mit ihr, als sie ein anderthalbjähriges Kind war, nach Österreich, wo sie in Wiener Neustadt aufwuchs. Im Alter von 21 Jahren zog sie nach Wien, wo sie als Juristin tätig ist. Ihren Künstlernamen nahm sie nach der Lösung aus einer toxischen Beziehung und aufgrund ihrer Vorliebe für Pommes frites an.
Während der COVID-19-Pandemie in Österreich begann sie im Sommer 2020 humoristische Videos auf TikTok hochzuladen, in denen sie in verschiedene Rollen schlüpft. Es handelt sich um „alltagskulturelle Beobachtungen, in denen sie Kritik mit feministischer und antirassistischer Grundhaltung übt und sich über Sozialmilieus und boboeske Doppelmoral amüsiert.“ Mit ihren auf TikTok und Instagram veröffentlichten Videos erlangte sie innerhalb kurzer Zeit große Aufmerksamkeit in den sozialen Medien.
2022 feierte ihr erstes Solo im Kabarett Niedermair in Wien Premiere, eine szenische Lesung unter dem Titel Ketchup, Mayo und Ajvar. 2024 veröffentlichte sie ihren autofiktionalen Roman Ein schönes Ausländerkind über Migration, familiäre Beziehungen und Integration.

## Kabarett
- 2022 Ketchup, Mayo und Ajvar[9][2][10][11]
- 2025 Wunschlos unglücklich[12][13][14]

## Bücher
- Ein schönes Ausländerkind. Roman. Zsolnay Verlag, Wien 2024. ISBN 978-3-552-07410-1.

## Preise und Auszeichnungen
- 2024: Österreichischer Kabarettpreis (Onlinepreis: Auszeichnung als beliebteste digitale Content-Creatorin)[15]
- 2025: Bayerischer Kabarettpreis (Creator-Preis)[16]